# Tecno-orientalismo

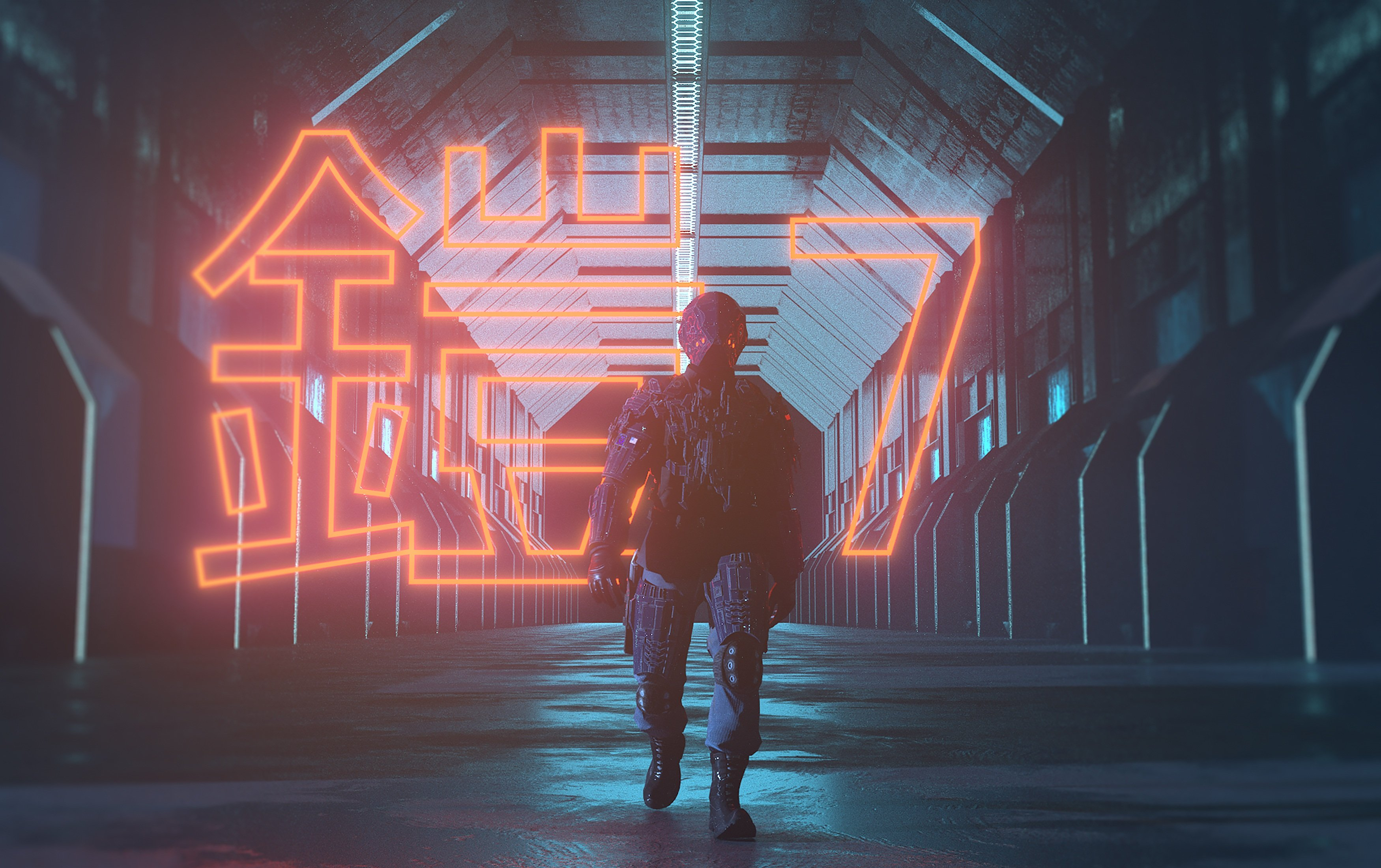
Corredor Cyberpunk

O tecno-orientalismo é o fenômeno de imaginar a Ásia e os asiáticos de um ponto de vista ocidental em termos hipertecnológicos em representações literárias, cinematográficas e culturais. Esse fenômeno desenvolveu bases imaginárias à crenças e estereótipos asiáticos como: tecnologicamente avançados e intelectualmente primitivos. Caracteriza-se assim como um discurso orientalista que o Ocidente estabeleceu hegemonicamente em escala global, como uma estrutura de poder-saber, que deriva do conhecimento orientalista referente ao Japão, e também do construído em torno da “geografia imaginativa”, que geralmente é rotulado como “Ásia Oriental”. Portanto, o tecno orientalismo não é um substituto do orientalismo “tradicional” - eles coexistem de forma coerente.

## História
O tecno-orientalismo incorpora e dá um novo rumo aos preconceitos e erros de julgamento que podem ser rastreados desde os escritos dos primeiros missionários jesuítas que viajaram para o arquipélago japonês após a chegada de São Francisco Xavier a Kagoshima em 1549.
"Eles também têm outros ritos e costumes tão diferentes de todas as outras nações, que parece que estudaram propositalmente como não se contentar com nenhum povo (...); porque em tudo é tão diferente e contrário, que quase em nada se conformam a nós”.
Durante os anos 70, as indústrias pesadas do Japão também ganharam atenção. Alguns anos depois, nos anos 80, o Japão foi apontado como o responsável pelos riscos ecológicos globais e por tirar os recursos energéticos das mãos dos concorrentes ocidentais. Essa suposição abrangente emprestou bases imaginárias à crença de que os japoneses não eram confiáveis e que suas oficinas e fábricas estavam inundando o Ocidente com exportações que reduziam drasticamente os preços de mercado. Essa distorção de raciocínio seguiria afirmando que as empresas japonesas obtiveram uma vantagem competitiva ilegítima sobre suas contra partes ocidentais porque elas não atenderiam aos padrões de qualidade, não respeitariam os direitos dos trabalhadores e não cumpririam acordos ou recorreriam a declarações ambíguas para evitar o compromisso.
No século XIX, a chegada do Japão ao palco geopolítico como um grande concorrente militar e industrial às potências ocidentais da Europa e dos Estados Unidos trouxe o termo perigo amarelo. Em sua tentativa inerente de construir essa diferença racial, o perigo amarelo é mais uma projeção do medo ocidental do que uma representação de um objeto/sujeito asiático.
O conhecimento gerado pela “prática discursiva”  tecno orientalista tentou explicar o papel do Japão e do Leste Asiático na configuração da economia global após a Segunda Guerra Mundial, em um contexto de salto tecnológico e aceleração da globalização. No entanto, não se trata apenas dos objetos e do conteúdo das afirmações sobre eles.. A fala produz e consiste de complexas e coesas “tecnologias de reconhecimento”  que enquadram a percepção de tudo o que é “japonês” para o ocidente.

## Cyberpunk
As representações tecno orientalistas situam-se comumente em futuros distópicos, hiperurbanizados, robotizados onde predominam a desumanização, a inteligência artificial e o poder das grandes corporações. A estética desse discurso insere-se no subgênero da ficção científica denominado cyberpunk, que obedece às inquietações das sociedades pós-industriais da época no campo do pós-guerra e da Guerra Fria, a origem do ambientalismo, o risco nuclear e a nascimento da computação de consumo.
É verdade que antes da década de 1980 havia produtos de ficção científica que lidavam com problemas de grandes sociedades pós-industriais como superpopulação, dependência de tecnologia e drogas, o papel nocivo e corrupto das corporações, etc. Várias das preocupações ambientais da década de 1970 já eram visíveis naquela época, mas o cyberpunk estabelece uma continuidade entre o corpo e a máquina, entre o natural e o artificial, o que é uma novidade para a ficção científica da era de ouro. Da variedade de localizações distopicas que constituem cenários cyberpunk, o Japão ou a representação dele é recorrente.

Outro tema recorrente no cyberpunk são as modificações do corpo humano para se tornar um corpo ciborgue e integrar as dimensões mecânica, eletrônica e digital em sua biologia. Nesse caso, a memória e as informações corporais também podem transcender o nível físico para serem virtualizadas, controladas, transferidas, etc.
Essas modificações podem desumanizar personagens, o que acontece comumente com personagens asiáticos (Blade Runner e ExMachima).
Esse arquétipo autômato personagem ciborgue normalmente segue esses 3 tópicos:
- A máquina de trabalho asiática que sustenta estes estereótipos.
- O desmembramento do ciborgue que só ocorre quando o ciborgue asiático ameaça romper a superioridade branca.
- Se o ciborgue for feminino, um corpo sexualmente subserviente fetichizado também é, eventualmente, violentamente desmembrado.[12]

## Exemplos na Cultura Pop
- Altered Carbon

- Cloud Atlas[13]

- Blade Runner e Blade Runner 2049[9]

- Ex Machima [12]

- Cybepunk 2077

- Stray

## Ligações Externas
- Techno-Orientalism: Imagining Asia in Speculative Fiction, History and Media.
- Understanding Techno-Orientalism
- The cyberpunk genre has been Orientalist for decades — but it doesn’t have to be
- Stray Falls Into The Usual Orientalism Pitfalls Of The Cyberpunk Genre